# Campeonato Europeo de Curling Femenino de 2002
El XXVIII Campeonato Europeo de Curling Femenino se celebró en Grindelwald (Suiza) entre el 5 y el 14 de diciembre de 2002 bajo la organización de la Federación Mundial de Curling (WCF) y la Federación Suiza de Curling.

## Tabla de posiciones
| Pos | Equipo          | G | P | G–P |
| --- | --------------- | - | - | --- |
| 1   | Suecia          | 8 | 1 | –   |
| 2   | Noruega         | 7 | 2 | –   |
| 3   | Dinamarca       | 6 | 3 | 1–0 |
| 4   | Rusia           | 6 | 3 | 0–1 |
| 5   | Suiza           | 5 | 4 | –   |
| 6   | Escocia         | 5 | 4 | –   |
| 7   | Alemania        | 5 | 4 | –   |
| 8   | República Checa | 1 | 8 | –   |
| 9   | Finlandia       | 1 | 8 | –   |
| 10  | Francia         | 1 | 8 | –   |

## Cuadro final
|  | Semifinales | Semifinales |   |       | Final        | Final |  |
|  |             |             |   |       |              |       |  |
|  |             |             |   |       |              |       |  |
|  | Suecia      | 7           |   |       |              |       |  |
|  | Rusia       | 5           |   |       |              |       |  |
|  |             |             |   |       |              |       |  |
|  |             |             |   |       |              |       |  |
|  |             |             |   |       | Suecia       | 7     |  |
|  |             | Dinamarca   | 4 |       |              |       |  |
|  |             |             |   |       |              |       |  |
|  |             |             |   |       |              |       |  |
|  |             |             |   |       | Tercer lugar |       |  |
|  |             |             |   |       |              |       |  |
|  | Noruega     | 11          |   | Rusia | 8            |       |  |
|  | Dinamarca   | 12          |   |       | Noruega      | 9     |  |